# 일라이 더슈위츠
일라이 더슈위츠(영어: Eli Dershwitz, 영어 발음: /ˈilaɪ ˈdɜːrʃwɪts/, 1995년 9월 23일~)는 미국의 펜싱 선수로 주 종목은 사브르이다. 올림픽에 3회 참가했으며 세계 선수권 대회에서 금메달 1개, 은메달 1개, 동메달 1개를 획득했다.